# والاشهر
والاشهر (بالفارسية: والاشهر) هي مدينة تقع في إيران في Jereh and Baladeh District. يقدر عدد سكانها بـ 3,936 نسمة .

## تغيير الاسم
تم تغيير اسم مدينة بالاده رسميًا إلى والاشهر في عام 2017 بموافقة الحكومة.